# Saison 2 de Night Man
 (mai 2018).
Si vous disposez d'ouvrages ou d'articles de référence ou si vous connaissez des sites web de qualité traitant du thème abordé ici, merci de compléter l'article en donnant les références utiles à sa vérifiabilité et en les liant à la section « Notes et références ».
Chronologie
Saison 1
Cet article présente le guide des épisodes de la deuxième et dernière saison de la série télévisée américaine Night Man.

## Distribution

### Acteurs principaux
- Matt McColm : Johnny Domino / Night Man
- Jayne Heitmeyer : Lieutenant Briony Bianca
- Derwin Jordan : Raleigh Jordan

## Liste des épisodes

### Épisode 1:The Ultraweb
- États-Unis : 5 octobre 1998 en syndication

- Earl Holliman (Frank Dominus)
- Kim Coates (Kieran Keyes)
- Kiara Hunter (Ali)
- Vanessa King (Michelle)
- Jed Rees (Mace)
- Peter Yunker (Sénateur Herbac)
- Adrien Dorval (Long John)
- Cam Cronin (Lazarus)
- Craig Shoemaker (Matthew)

### Épisode 2:The Black Knight
- États-Unis : 12 octobre 1998 en syndication

- Lyn Red Williams (Art Bryson / Le Chevalier Noir)
- Kelli Taylor (Tanya Bryson)
- Peter Williams (Danny)
- Blu Mankuma (Inspecteur Grant)
- P.J. Prinsloo (Carl)
- Demord Dann (Damian)
- Biski Gugushe (Dexter)
- Viv Leacock (Lucius)
- Dean Marshall (Mike)
- Darrell Lee-Izeard (Scovell)
- Enuka Okuma (Chanteuse)

### Épisode 3:It Came From Out of the Sky
- États-Unis : 19 octobre 1998 en syndication

- Monika Schnarre (Zentare)
- Brendan Fehr (Eric)
- Jenn Griffin (Rhea)
- Le groupe de rock Muscle Bitches (Lui-même)
- A.J. Buckley (rôle sans nom)
- Tyler Labine (rôle sans nom)

### Épisode 4:Book of the Dead
- États-Unis : 26 octobre 1998 en syndication

- Claudette Mink (Trudy Thorpe)
- Mark Lindsay Chapman (Andre Barzun)
- David McNally (Docteur Winslow Sutton)
- Rebecca Reichert (Lucy)
- Mike Schultz (Reg)
- Tanya Hancheroff (Crystal)

### Épisode 5:Fear City
- États-Unis : 2 novembre 1998 en syndication

- Kim Coates (Kieran Keyes)
- Jason Schombing (Shane Lothian)
- Kiara Hunter (Ali)
- Robert Saunders (Bogey Man)
- Heather Hanson (Heather)
- Adrienne Carter (Shannon Stark)
- Shane Kelly (Nance)
- Ingrid Tesch (Diane Stark)
- Britt Irvin (Elizabeth)
- Terry Howson (Cody)
- Kelly Dean Sereda (Joey)
- Chiara Zanni (Rebecca)

### Épisode 6:Manimal
- États-Unis : 9 novembre 1998 en syndication

- Simon MacCorkindale (Jonathan Chase)
- Gerard Plunkett (Jack L'éventreur)
- Carly Pope (Teresa Chase)
- Kyle Cassie (Trevor)
- Beverley Staunton (Chanteuse)
- Robyn Driscoll (Bobby)
- Shane Kelly (Nance)
- Mark Holden (Docteur)
- Trevor Thompson (Le présentateur)

### Épisode 7:Knight Life
- États-Unis : 16 novembre 1998 en syndication

- Lyn "Red" Williams (Art Bryson / Black Knight)
- Andrew Bryniarski (Slade)
- Blu Mankuma (Inspecteur Grant)
- Enuka Okuma (Chanteuse)
- Richard Leacock (Agent Harris)
- Edgar Davis (Mark Bugos)
- Gaston Morrison (Agent Keller)
- James Bamford (Agent Aldrich)

### Épisode 8:The People's Choice
- États-Unis : 23 novembre 1998 en syndication

- Kim Coates (Kieran Keyes)
- Brendan Beiser (Tricky Dick)
- Kiara Hunter (Ali)
- Shane Kelly (Nance)
- Bif Naked (Elle-même)
- Lesley Ewen (Marian Price)
- Allan Lysell (Maire Dodson)
- Lisa Marie Caruk (Patricia)
- Aaron Smolinski (David)
- Pamela Martin (Présentatrice des infos)

### Épisode 9:Ring of Fire
- États-Unis : 4 janvier 1999 en syndication

- Christina Ma (Détective Leslie Yee)
- Leo Lee (Wen Shao)
- Mig Macario (Eddie Chin)
- Shane Kelly (Nance)
- Rob Lee (Dooley)
- Rick Tae (Victor Lai)
- Anna Marie Wood (Mindy)
- Cyndi Mason (Tina)
- Johnny Mah (Charlie)
- Randy Lee (Sam)
- Paul Wu (Hai)

### Épisode 10:Sixty Minute Man
- États-Unis : 11 janvier 1999 en syndication

- Christopher Shyer (Paul Pentacost)
- Joely Collins (La jeune femme en danger)
- Tanya Hancheroff (Crystal)
- Shane Kelly (Nance)
- Patrick Stevenson (Hart)
- Larry Musser (Le directeur du laboratoire)

### Épisode 11:Blader
- États-Unis : 18 janvier 1999 en syndication

- Eric Johnson (Alex)
- William MacDonald (Tom Guillespie)
- Saskia Garel (Jasmine)
- Anne Openshaw (L'hôtesse)
- Polly Green (Kristen)

### Épisode 12:Love and Death
- États-Unis : 25 janvier 1999 en syndication

- Douglas Arthurs (Kane)
- Yanna McIntosh (Ally Cooper)
- Tanya Hancheroff (Crystal)
- Shane Kelly (Nance)
- Larry Musser (Directeur du laboratoire)

### Épisode 13:Burning Love
- États-Unis : 1er février 1999 en syndication

- Sarah Wynter (Aurora)
- Alex Diakun (Docteur Norton Thorne)
- Tanya Hancheroff (Crystal)
- Adam J. Harrington (Burton)
- Stuart O'Connell (Ellis)
- Sean Campbell (Lane)
- Warren Takeuchi (Agent Cavanaugh)
- Robert Weiss (Hagan)
- Charles Andrew Payne (Kirk)
- Mike Dopud (Frier)
- Fred Henderson (Docteur Ashe)

### Épisode 14:Scent of a Woman
- États-Unis : 8 février 1999 en syndication

- Monika Schnarre (Zentare)
- Fiona Loewi (Princesse Lar)
- Saskia Garel (Jasmine)
- Joe Pascual (Quilio)
- Benz Antoine (Le souteneur)
- Christopher R. Sumpton (L'assassin)

### Épisode 15:Dust
- États-Unis : 15 février 1999 en syndication

- Colin James (Lui-même)
- The Little Big Band (Eux-mêmes)
- Saskia Garel (Jasmine / Reine Neftalah)
- Joe Pascual (Quilio)
- Rebecca Nygard (Madame Barr)
- Adrian Holmes (Na'il)
- Holly Ferguson (La momie)

### Épisode 16:Spellbound
- États-Unis : 22 février 1999 en syndication

- Amber Rothwell (Lilly White)
- Garwin Sanford (Père Michael)
- Jill Teed (Sœur Agnès)
- Jody Thompson (Morgan)
- Crystal Bublé (Cally)
- Alan Gray (Dahgda)

### Épisode 17:Double Double
- États-Unis : 1er mars 1999 en syndication

- Kim Coates (Kieran Keyes)
- Myron Natwick (Jason Lot)
- Kiara Hunter (Ali)
- Saskia Garel (Jasmine)
- Shane Kelly (Nance)
- Jo Bates (Magda)

### Épisode 18:The Enemy Within
- États-Unis : 19 avril 1999 en syndication

- Kim Coates (Kieran Keyes)
- Enuka Okuma (Crystal)
- Saskia Garel (Jasmine)
- Kiara Hunter (Ali)

### Épisode 19:Gore
- États-Unis : 26 avril 1999 en syndication

- Andrew Bryniarski (Slade / Gore)
- Tom McBeath (Général Wallace)
- Richard Side (Docteur Madden)
- Greg Thirloway (Colonel Dade)
- Saskia Garel (Jasmine)
- Clinton Carew (Bellman)
- Clare Lapinskie (Maria)
- Dean Paul Gibson (Dion)
- Joe Pascual (Quilio)
- Tracy Waterhouse (Ellie)
- Dean Wray (Cari)

### Épisode 20:Revelations
- États-Unis : 3 mai 1999 en syndication

- Eugene Robert Glazer (Lucien Orcus)
- Shane Kelly (Nance)
- Reese McBeth (Caleb / Jacob Callum)
- Saskia Garel (Jasmine)
- Keegan Connor Tracy (L'ange de la mort)
- Brian Kane (John Wilkes Booth)

### Épisode 21:NightWoman Returns
- États-Unis : 10 mai 1999 en syndication

- Deanna Milligan (Lorrie Jarvis / NightWoman)
- Kim Hawthorne (Cassandra)
- Steve Bacic (Raul Marquez)
- Saskia Garel (Jasmine)
- Joe Pascual (Quilio)
- Marisa Rudiak (Angela)

### Épisode 22:Keyes to the Kingdom of Hell
- États-Unis : 17 mai 1999 en syndication

- Kim Coates (Kieran Keyes)
- Robert Saunders (Bogey Man)
- Stacy Grant (Greta Washburn)
- Saskia Garel (Jasmine)
- Kiara Hunter (Ali)
- Joe Pascual (Quilio)
- Earl Holliman (Frank Dominus)